# Het goud van de Toemoek Hoemak
Het Goud van de Toemoek Hoemak is een jeugdroman van G. van Heerde, gepubliceerd in 1951. Het verhaal speelt zich af in Suriname. In het boek wordt de zoektocht van een groep Marrons naar het goud van de Toemoek Hoemak beschreven. Marrons (of bosnegers) zijn zwarte slaven of nakomelingen van slaven die ontsnapt zijn van de plantages en zijn gevlucht naar de binnenlanden van Suriname. Daar wonen ze in kleine nederzettingen.

## Samenvatting
In het boek gaat de Marron Asaba op zoek naar goud. Dit goud zou te winnen zijn in het Toemoek-Hoemakgebergte. Asaba heeft zijn stam verlaten en vaart alleen de Itany-rivier af. Op zijn reis ontmoet hij de jongetjes Sambo en Boni.  Hij redt een van de jongens van een tapir, die zij op dat moment proberen te doden. Asaba gaat mee naar het dorp van de jongens, maar het opperhoofd van dit dorp denkt dat Asaba een spion is  van een vijandige stam en veroordeelt de man ter dood. Boni en Sambo zijn Asaba zo dankbaar voor het feit dat hij hen gered heeft van de tapir, dat zij hem bevrijden en met hem vluchten. Het stamopperhoofd zet een achtervolgingsactie in om Asaba te doden en de jongens te straffen. Steeds als de drie in de problemen komen, worden zij gered door King (gemodelleerd naar Johannes King). King is een ‘Christenneger’; een Marron die zich heeft bekeerd tot het christendom en als zendeling alle Marronnederzettingen afreist. King redt Asaba, Sambo en Boni van het opperhoofd en van de Roucouyenne-indianen, die in de Toemoek Hoemak wonen en de goudzoekers gevangennemen. Uiteindelijk vinden Asaba, Sambo, Boni en King het goud. Asaba houdt het goud zelf. Sambo en Boni geven het goud aan King en gaan in een Christendorp wonen. Van het goud wordt hun opleiding tot christen betaald, zodat zij zelf ook zendelingen kunnen worden.

## Thematiek
Geloof is een belangrijk thema in dit verhaal. De Marrons geloven in boze geesten, waardoor zij in angst leven. Ze zijn bijvoorbeeld bang voor de nacht. King gelooft in God, waardoor hij niet bang is en steeds in staat is om als redder op te treden. Ook de zoektocht naar goud is een thema. Uiteindelijk wil iedereen het goud vinden. Daarnaast wordt in het boek een beschrijving gegeven van het leven in de binnenlanden van Suriname; er wordt informatie gegeven over het gebied, de bevolking en hun gebruiken. Veel woorden worden uitgelegd.

## Motieven
Asaba is op zoek naar goud, omdat hij weg wil uit de binnenlanden van Suriname. Hij wil aan de kust wonen en witte kleding dragen zoals andere rijken. Boni en Sambo weten nog niet wat ze met het goud willen. Uiteindelijk gebruiken ze het om zendeling te worden. King gebruikt zijn deel van het goud om het christendom verder te kunnen verspreiden onder de Marrons. Het christendom wordt zeer positief afgespiegeld in het verhaal; de moraal van het verhaal is dat het christendom of de liefde voor God alles overwint. Dit maakt dat dit boek gezien kan worden als een zendingsroman.